# Enrico Paoli
Enrico Paoli (Trieste , 13 de enero de 1908-Reggio Emilia, 15 de diciembre de 2005) fue un árbitro, problemista y jugador de ajedrez italiano, que tenía el título de Maestro Internacional desde 1951 y el de Gran Maestro honorífico. Creó el Torneo de Reggio Emilia y promovió la Olimpiada de ajedrez de 2006 en Turín. Colaboró en la revista L'Italia Scacchistica desde 1950.

## Resultados destacados en competición
Aprendió a jugar al ajedrez a los nueve años, y con dieciocho obtuvo la primera licencia pero no fue hasta que tuvo veintiséis que participó en torneos. Fue segundo en el torneo de Merano en 1937, tercero en Milán en 1938 y también tercero en el Campeonato de Italia en los años 1939 y 1943. En 1950 ganó el Torneo internacional de Venecia donde se le otorgó el premio a la belleza por su victoria contra el Gran Maestro Alexander Kótov. Fue campeón de Italia en tres ocasiones: 1951, 1957 y 1968. En 1969, en Vršac (en la actual Serbia) perdió la oportunidad de conseguir el título de Gran Maestro solo por medio punto. De todas formas, la Federación Internacional de Ajedrez (FIDE) le otorgó el título de forma honorífica en 1996.
Paoli participó, representando a  Italia, en cuatro olimpiadas de ajedrez en los años 1954, 1970, 1972 y 1976 (una vez como primer tablero), con un resultado de (+19 -19 =14),[4] con un 50,0% de la puntuación. Su mejor resultado lo obtuvo en la Olimpiada de 1976 al puntuar 4½ de 7 (+4 -2 =1), con el 64,3% de la puntuación.

## Partida destacada
Alexander Kótov - Enrico Paoli (Venecia, 1950)

1. d4 d5 2. c4 e6 3. Cc3 c6 4. e3 Cf6 5. Cf3 Cbd7 6. Ad3 Ae7 7. O-O O-O 8. b3 b6 9. Ab2 Ab7 10. De2 Tc8 11. Tfd1 Dc7 12. Tac1 Db8 13. e4 dxe4 14. Cxe4 Cxe4 15. Dxe4 g6 16. Dg4 Af6 17. Tc2 Tcd8 18. Ac1 c5 19. Ah6 Tfe8 20. Ae4 Axe4 21. Dxe4 cxd4 22. Cxd4 Cc5 23. Dg4 Axd4 24. Txd4 De5 25. Td1 De4 26. h3 Dxc2 27. Txd8 Txd8 28. Dg5 Td1+ 29. Rh2 Dxf2 30. De7 Dg1+ 31. Rg3 Td3+ 0-1